# Villamondrid
Villamondrid (oficialmente en asturiano: Villamondriz) es un lugar español de la parroquia de Cordovero, perteneciente al municipio de Pravia, en la comunidad autónoma de Asturias.

## Historia
Hacia mediados del siglo XIX, el lugar pertenecía a la parroquia de Cordovero, por entonces parte del municipio de Salas. Aparece descrito en el decimosexto y último volumen del Diccionario geográfico-estadístico-histórico de España y sus posesiones de Ultramar de Pascual Madoz con las siguientes palabras:

VILLAMONDRID: l. en la prov. de Oviedo, ayunt. de Salas y felig. de San Miguel de Cordovero (V.).
(Madoz, 1850, p. 190)

En 2023, la entidad singular de población de Villamondrid, perteneciente al municipio de Pravia, tenía empadronados 21 habitantes, todos ellos diseminados.